# Bourse de Charleston
La bourse de Charleston appelée aussi "Vieille Bourse & Provost Donjon", mais aussi connue comme la Maison de la douane, est un bâtiment historique à Charleston, Caroline du Sud, aux États-Unis. 
Construit en 1767-1771, il a servi une variété de fonctions institutionnelles et commerciales, notamment pour héberger les prisonniers de guerre des Britanniques pendant la Guerre de la révolution Américaine. Le bâtiment a été désigné lieu Historique National en 1973. Il est maintenant un musée géré par les Filles de la Révolution Américaine.

## Description
La Vieille Bourse est situé sur le côté est du centre-ville historique de Charleston. C'est une construction en maçonnerie, surmontée d'un toit en croupe. La façade principale est tournée vers l'ouest, et a une saillie à trois pignons, et des fenêtres à guillotine. Les murs d'accompagnement ont chacun un style Palladien sur une base de brique avec balustrade,.

## Histoire
La Bourse de Charleston a été construite à partir de 1767-1771 par gouvernement provincial de la Caroline du Sud, et a été utilisé pendant le 18e siècle pour une variété de fonctions, notamment  les marchés publics et celle de prison. Au cours de la Révolution Américaine, à la confiscation de thé ont été stockées ici, en 1774, et c'est là que les réunions des conseils de la direction révolutionnaire ont eu lieu. Après que les Britanniques se soient emparés de la ville, la Bourse de Charleston fut utilisée comme caserne, et de son sous-sol a été utilisée comme une prison militaire. 
Vers 1775, la ville comptait 12 000 habitants et était la 5e ville la plus peuplée des Treize colonies ; il s'agit en 1770 du plus grand port du pays après Boston, New York et Philadelphie et l'un des ports négriers les plus importants d'Amérique.
Peu après la prise de contrôle de Charleston, en 1780, les Britanniques ont commencé à y loger des prisonniers, mais pas exclusivement dans le "donjon".
Le bâtiment a accueilli la convention de l'ex colonie de la Caroline du Sud, chargée de ratifier la Constitution des États-unis en 1788, et a été le site de nombreuses manifestations en faveur du président George Washington. Il a continué à servir de Bourse jusque dans le courant du XIXe siècle, quand il est devenu aussi un bureau de poste. 
La Bourse de Charleston a été affectée par la Panique de 1837, qui a déclenché l'effondrement des cours de nombreuses banques fondées les années précédentes. Le 17 décembre 1834, la Banque de Charleston avait été établie et elle a opéré jusqu'à 1856, avec un capital de 2 millions de dollars. Peu après sa fondation, elle fait l'objet d'une importante spéculation. La Banque de Camden avait suivi, le 19 décembre 1835 et la Banque de Hambourg le même jour. La Banque de l'État de Caroline du Sud a été autorisée à augmenter son capital à 1 million de dollars, le 21 décembre 1836 et la Southwestern Railroad Bank a été incorporée le même jour, de même que la Banque de Georgetown. La a Southwestern Railroad Bank va émettre 10000 actions dont une partie souscrites par l'État de Caroline du Sud en 1838. En 1838 a aussi lieu une vaste émission obligataire pour reconstruire les parties de la ville détruites par un incendie.
Au cours de la Guerre Civile Américaine, le bâtiment est resté un bureau de poste, mais a été frappé par plusieurs obus pendant la guerre, et donc abandonné. En 1913, le bâtiment a été accordée aux Filles de la Révolution Américaine, qui l'ont conservé depuis. 
Au cours de la première Guerre Mondiale, le bâtiment a servi comme le siège de l'armée du Général Leonard des Bois. Pendant la Seconde Guerre mondiale, le bâtiment a servi de cantine pour les troupes et pour la Garde Côtière américaine.